# Жгеабури (Вранча)
Жгеабури (рум. Jgheaburi) насеље је у Румунији у округу Вранча у општини Региу. Oпштина се налази на надморској висини од 554 m.

## Становништво
Према подацима из 2002. године у насељу је живело 88 становника, од којих су сви румунске националности.